# Sainte-Foy (Landas)
 Sainte-Foy  (en occitano Senta He) es una población y comuna francesa, situada en la región de Aquitania, departamento de Landas, en el distrito de Mont-de-Marsan y cantón de Villeneuve-de-Marsan.

## Demografía
| 112 | 106 | 83 | 99 | 131 | 138 |
| Para los censos de 1962 a 1999 la población legal corresponde a la población sin duplicidades (Fuente: INSEE [Consultar]) |     |    |    |     |     |